# Lou Ann Barton
Lou Ann Barton (Fort Worth, Texas, Estados Unidos, 17 de febrero de 1954) es una cantante de blues radicada en Austin, Texas desde los años 70.

## Biografía
En los primeros 70, fue miembro de la Triple Threat Revue, con W. C. Clark y Stevie Ray Vaughan. Fue una miembro fundadora de la banda de Vaughan: Double Trouble. Durante aquel tiempo, en 1975, se une con W. C. Clark para formar su W. C. Clark Blues Revue.
Graba el álbum Old Enough para Asylum Records en 1982, un disco bien recibido que fue coproducido por Jerry Wexler y Glenn Frey. A pesar de tener críticas positivas no vendió bien y tuvo que dejar Asylum. Barton grabó Forbidden Tones, un EP, para Spindletop Records en 1986, que también falla en encontrar una amplia audiencia. 
En 1989 siguió el álbum Read My Lips para el sello de Austin, Antone Records, un regreso a sus raíces blues que presentó versiones de canciones que hicieron famosas Slim Harpo, Hank Ballard y Wanda Jackson, entre otros. Barton más tarde ha colaborado con Marcia Ball y Angela Strehli en el álbum Dreams Come True (1990).
En 1990 Barton hizo una actuación en Austin City Limits con el W. C. Clark Blues Revue. El espectáculo era en celebración del 50.º cumpleaños de Clark. Otros artistas incluidos fueron Stevie Ray Vaughan, Jimmie Vaughan y Kim Wilson de los Fabulous Thunderbirds
En 2001 volvió a aparecer en Austin City Limits, como invitada de Double Trouble y en 2006 actúa el Festival Austin City Limits.
Desde 2010 está actuando y girando con Jimmie Vaughan y la Tilt-un-Whirl Band.

## Discografía
- 1979 Austin Festival with Stevie Ray Vaughan
- 1982 Old Enough (Asylum Records)
- 1986 Forbidden Tones (Spindletop Records)
- 1989 Read My Lips (Antone's Records)
- 1990 Dreams Come True (Antone's) (with Marcia Ball and Angela Strehli)
- 1998 Sugar Coated Love, with Stevie Ray Vaughan and others (M.I.L. Multimedia)
- 2001 Thunderbroad (Blues Factory)
- 2002 Someday (Catfish)
- 2007 On The Jimmy Reed Highway, with Omar Kent Dykes and Jimmie Vaughan
- 2010 Jimmie Vaughan Plays Blues, Ballads, & Favorites, with Jimmie Vaughan
- 2011 Jimmie Vaughan Plays More Blues, Ballads & Favorites, vol. 2, with Jimmie Vaughan